# Neofit Peak
Der Neofit Peak (englisch; bulgarisch връх Неофит wrach Neofit) ist ein 1750 m hoher Berg auf Smith Island im Archipel der Südlichen Shetlandinseln. In der Imeon Range ragt er 1,13 km südsüdwestlich des Slaveykov Peak, 3 km südwestlich des Mount Foster und 10 km nordöstlich des Kap James auf. Der Gramada-Gletscher liegt südlich, der Armira-Gletscher östlich und südöstlich von ihm.
Bulgarische Wissenschaftler kartierten ihn 2008. Die bulgarische Kommission für Antarktische Geographische Namen benannte ihn im selben Jahr nach dem bulgarischen 
Geistlichen Neofit Rilski (1793–1881), der die Bibel ins Bulgarische übersetzt hatte.